# (16627) 1993 JK
(16627) 1993 JK là một tiểu hành tinh vành đai chính. Nó được phát hiện bởi Seiji Ueda và Hiroshi Kaneda ở Kushiro, Hokkaidō, Nhật Bản, ngày 14 tháng 5 năm 1993.